# 벡터장

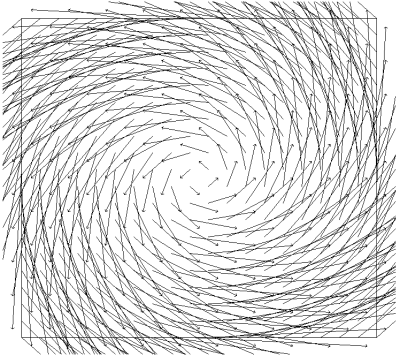
(−y, x)으로 주어진 벡터장

수학의 벡터 미적분학 등에서 벡터장(vector field)은 (국소) 유클리드 공간의 각 점에 벡터를 대응시킨 것이다. 이는 물리학에서 유체의 흐름이나 중력장 등의 각 점에서의 크기와 방향을 나타내기 위해 사용된다.
보다 수학적으로 엄밀하게 말하면, (접)벡터장은 다양체 위의 접다발의 단면으로 정의된다. 이는 텐서장의 특수한 경우이다.

## 정의
유클리드 공간 {\displaystyle \mathbb {R} ^{n}}에서 벡터장은 {\displaystyle \mathbf {F} :A\subset \mathbb {R} ^{n}\to \mathbb {R} ^{n}}으로 정의되는 사상으로써 정의역 {\displaystyle A}의 모든 원소 {\displaystyle \mathbf {x} }에 벡터 {\displaystyle \mathbf {F} \left(\mathbf {x} \right)}를 대응시킨다. 만약 {\displaystyle n=3}이라면 벡터장 {\displaystyle \mathbf {F} \left(x,y,z\right)=\left(F_{1}\left(x,y,z\right),F_{2}\left(x,y,z\right),F_{3}\left(x,y,z\right)\right)}으로 나타낼 수 있으며 이 때 {\displaystyle F_{1},~F_{2},~F_{3}}는 성분 스칼라장이라고 한다. {\displaystyle n\neq 3}일 때도 비슷한 방식으로  {\displaystyle n}개의 성분 스칼라장을 가지게 된다. 만약 모든 성분 스칼라장이 {\displaystyle C^{k}} 함수라면 벡터장 {\displaystyle \mathbf {F} }는 {\displaystyle C^{k}}계급에 속한다.

## 기울기벡터장
어떤 함수 {\displaystyle f:A\subset \mathbb {R} ^{3}\to \mathbb {R} }가 있을 때 그 함수의 그래디언트는 다음과 같이 정의 된다.
{\displaystyle \nabla f\left(x,y,z\right)={\frac {\partial f}{\partial x}}\left(x,y,z\right)\mathbf {i} +{\frac {\partial f}{\partial y}}\left(x,y,z\right)\mathbf {j} +{\frac {\partial f}{\partial z}}\left(x,y,z\right)\mathbf {k} }
자세히 살펴보면 {\displaystyle \nabla f}는 {\displaystyle A}의 모든 원소 {\displaystyle \mathbf {x} }에 어떤 벡터를 대응시키는 벡터장이다. 이를 특별히 기울기벡터장이라고 한다.

## 예
- 지구의 각 지점에서의 공기의 움직임의 벡터장은 각 지점에서의 바람의 방향과 크기 벡터가 주어지는 벡터장이 된다. 이 벡터장은 각 지점 화살표를 그려서 표시할 수 있으며, 화살표의 방향과 크기가 바람의 방향과 크기가 된다. 기상도에서 고기압으로 표시되는 지점에서 화살표가 바깥쪽으로 나가는 것처럼 그려질 것이며, 저기압으로 표시된 지점에서는 화살표가 그 지점을 향해 들어오는 형태로 그려질 것이다.
- 유체의 속도장. 유체의 각 지점에 유체의 속도벡터를 대응시킨 것이다.
- 자기장. 대략적인 자기장의 모습은 자석 주위에 철가루를 뿌려 확인할 수 있다.
- 맥스웰 방정식을 사용하면, 초기조건이 주어졌을 때 유클리드 공간의 모든 점에서 단위 전하가 느끼는 힘의 크기와 방향을 구할 수 있으며, 이 힘의 벡터로 정의된 것이 전기장이다.
- 질량이 있는 물체가 만드는 중력장도 벡터장이다. 구대칭을 갖고 있는 물체가 만드는 중력장은 구의 중심을 향하며, 크기가 중심에서부터의 거리의 제곱에 반비례하는 벡터장을 이룬다. 이 때 이 벡터장은 중력에 의한 위치 에너지함수의 기울기벡터장이다.

## 같이 보기
- 스칼라장
- 장선
- 벡터 미적분학
- 리 미분
- 곡선의 미분기하학

## 참고 문헌
Jerrold E. Marsden, Anthony J. Tromba (2003). 《Vector Calculus(Fifth Edition)》. W. H. Freeman and Company. ISBN 0-7167-4992-0.